# Do You Feel My Love
Do You Feel My Love – singiel brytyjskiego muzyka reggae Eddyego Granta, który wydany został w roku 1980, nakładem angielskiej wytwórni płytowej Ensign. Utwór promował płytę Can’t Get Enough. Piosenka dotarła do miejsca 8. na brytyjskiej liście przebojów.

## Listy przebojów
Źródło
| Lista (1981)           | Pozycja |
| ---------------------- | ------- |
| Ultratop 50 (Flandria) | 8       |
| Single Top 100         | 8       |
| Media Control Charts   | 12      |
| Sverigetopplistan      | 5       |
| Recorded Music NZ      | 3       |
| Schweizer Hitparade    | 3       |